# Amblygobius neumanni
Amblygobius neumanni és una espècie de peix de la família dels gòbids i de l'ordre dels perciformes.